# 兵团 (军队)

北約APP-6A標圖符號，四個'X'表示這是一個兵团單位，其番號寫在符號的左側

兵团，是中国军事史上使用的一个级别的军队建制。辖若干个军。隶属于战区、野战军、大军区。

## 国民革命军的兵团
兵团最早出现于抗日战争时期，处于战区之下，集团军之上，不常设。如武汉会战，设
- 第1兵团：总司令 薛岳
- 第2兵团：总司令 张发奎
- 第3兵团：总司令 孙连仲
- 第4兵团：总司令 李品仙

第二次国共内战初期，担任某任务几个整编师，常以作战区域冠以相应的兵团称呼，任务结束后称号随之取消。如盐埠兵团、援榆兵团。1947年正式的固定的作战兵团出现。1948年8月，国军在南京召开军事会议，决定恢复原来的军、师两级番号，兵团作为正式固定的野战指挥机构，多次被歼灭又多次组建：
- 第一兵团
  - 汤恩伯兵团：1947年春为进攻山东解放区而编成。汤恩伯为司令，李延年为副司令。1947年6月汤恩伯调任陆军副总司令，由范汉杰接任兵团司令；6月5日李延年调任陆军总司令部郑州指挥所主任。9月该兵团改为“鲁东兵团”。
  - 胶东兵团：司令官范汉杰
  - 孙渡兵团：1947年9月由第一集团军改编而成。仍以孫渡任司令官，梁恺任副司令官。辖第九十三、第六十军和秦(皇岛)葫(芦岛)港口司令部、骑兵第三军以及地方保安团队。司令部驻锦州。
  - 郑洞国兵团
  - 陈明仁兵团
  - 黄杰兵团
- 第二兵团
  - 王敬久兵团：1947年春以整编第72、第84、第70师编成，王敬久任司令。1947年7月该兵团辖整编第32、第66、第70师，在鲁西南同解放军作战，由于3个师的部队大部被歼，王敬久被免职。1947年9月整编第27军改编为第二兵团。李延年为司令。
  - 陈明仁兵团：1947年9月以第七十一军、新编第一军和东北骑兵第一军编成，陈明仁任司令官。1947年12月陈明仁被免职，该兵团番号随即被取消。
  - 邱清泉兵团
- 第三兵团
  - 欧震兵团：1947年春成立，欧震任司令官。1947年夏该兵团撤销。
  - 周福成兵团：1947年9月以第五十二、第五十三军合编而成，周福成任司令官。驻铁岭县、沈阳市。
  - 张淦兵团：1947年11月以整编第十九军改编成第三兵团，张淦任司令官。整编第十九军于1946年5月由第十集团军改编而成，欧震为军长，朱鼎卿为副军长。该兵团在临沂成立指挥所，李延年任主任，在山东境内对解放军作战。
  - 朱鼎卿兵团
- 第四兵团
  - 廖耀湘兵团：1947年9月以新编第六军和青年军第二零七师编成。
  - 王仲廉兵团
  - 吴绍周兵团
  - 李文兵团
  - 沈发藻兵团
  - 赵子立兵团
- 第五兵团
  - 李铁军兵团
  - 裴昌会兵团
  - 李文兵团
  - 胡长青兵团
- 第六兵团
  - 卢浚泉兵团
  - 李延年兵团
- 第七兵团
  - 陈明仁兵团
  - 区寿年兵团
  - 黄百韬兵团
  - 张耀明兵团
  - 裴昌会兵团
- 第八兵团
  - 周福成兵团
  - 刘汝明兵团
  - 汤尧兵团
- 第九兵团
  - 廖耀湘兵团
  - 石觉兵团
  - 孙兰峰兵团
- 第十兵团
  - 杨干才兵团
  - 王靖国兵团
  - 夏威（徐启明）兵团
- 第十一兵团
  - 孙兰峰兵团
  - 霍揆彰兵团
  - 鲁道源兵团
- 第十二兵团
  - 黄维兵团
  - 胡琏兵团
- 第十三兵团
  - 李弥兵团
  - 方天兵团
- 第十四兵团
  - 宋希濂兵团
  - 钟彬兵团
- 第十五兵团
  - 孙楚兵团
  - 罗广文兵团
- 第十六兵团
  - 孙元良兵团
  - 孙元良重建兵团
- 第十七兵团
  - 侯镜如兵团
  - 刘嘉树兵团
- 第十八兵团
  - 李振兵团
- 第十九兵团
  - 张轸兵团
  - 何绍周兵团
- 第二十兵团
  - 陈克非兵团
- 第二十一兵团
  - 刘安祺兵团
- 第二十二兵团
  - 李良荣兵团
  - 郭汝瑰兵团
- 西北兵团
  - 青海兵团：司令马继援
  - 宁夏兵团：司令马敦静，辖：马光宗的第十一军；卢忠良的第一二八军；马全良的贺兰军；马敦厚的骑兵第十军。
  - 海固兵团：司令马惇靖

## 中国人民解放军的兵团
中国人民解放军在革命战争时期编有兵团。1937年12月，延安八路军留守处改编为八路军留守兵团，辖1个旅部、9个团。1947年3月组建了西北野战兵团，辖2个纵队、2个旅。1948年华东野战军、东北野战军及华北军区组建的8个兵团，分别辖若干纵队或师、旅。上述兵团多无统一编制。

1948年冬至1949年夏，中国人民解放军进行整编，兵团的编制趋向统一，全军共编有17个兵团，分别隶属总部、野战军，一般辖3～4个军。

中华人民共和国成立后，各兵团番号相继取消。
- 第一野战军
  - 第一兵团
  - 第二兵团
- 第二野战军
  - 第三兵团
  - 第四兵团
  - 第五兵团
- 第三野战军
  - 第七兵团
  - 第八兵团
  - 第九兵团
  - 第十兵团
- 第四野战军
  - 第十二兵团
  - 第十三兵团
  - 第十四兵团
  - 第十五兵团
- 华北野战军
  - 第十八兵团
  - 第十九兵团
  - 第二十兵团
- 后组建
  - 第二十一兵团：1949年10月20日由陈明仁率领湖南和平起义的国民党部队改编。1952年10月，第21兵团番号撤销，兵团部改编为第55军军部。陈明仁任司令员，唐天际任政治委员。辖第52、第53军，隶属第四野战军。
  - 第二十二兵团：1949年12月新疆和平起义部队改编。下辖第九军、骑兵第七师、骑兵第八师，陶峙岳任司令员兼任新疆军区第二副司令员、王震兼政治委员。副司令赵锡光、副政治委员饶正锡、参谋长陶晋初、政治部主任李铨。兵团机关驻迪化，由起义的新疆警备总司令部改编组成，设司令部、政治部（由解放军第一兵团抽调人员组建）、供给部、卫生部。接收的官兵共有78559人，除去调出集训、遣散及逃离的数千人外，实际参加整编的官兵有70182人。1954年10月,第22兵团与新疆军区生产管理部合并为新疆生产建设兵团，第22兵团番号撤销。
  - 第二十三兵团：绥远起义部队改编，司令员董其武，政委。辖第三十六军、第三十七军。后整编为中国人民解放军第六十九军。